# Kazimierz Górski
Kazimierz Klaudiusz Górski (Lwów, 1921. március 2. – Varsó, 2006. május 23.), lengyel válogatott labdarúgó, edző.
A lengyel válogatott szövetségi kapitánya volt 1971 és 1976 között. Az ő kapitánysága alatt érte el a lengyel válogatott történetének eddigi legnagyobb sikereit.
A nemzeti csapat élén az 1974-es világbajnokságon bronz, az 1972. évi nyári olimpiai játékokon arany, az 1976. évi nyári olimpiai játékokon pedig ezüstérmet szerzett.

## Sikerei, díjai
Panathinaikósz
- Görög bajnok (1): 1976–77
- Görög kupagyőztes (1): 1976–77

Olimbiakósz
- Görög bajnok (1): 1980–81
- Görög kupagyőztes (1): 1980–81

Lengyelország
- Világbajnoki bronzérmes (1): 1974
- Olimpiai bajnok (1): 1972
- Olimpiai ezüstérmes (1): 1976